# Conisania bovina
Conisania bovina là một loài bướm đêm trong họ Noctuidae.